# Valentin Vigneron
Pour les articles homonymes, voir Vigneron (homonymie).
Valentin Vigneron, né le 17 février 1908 à Ahun dans la Creuse et mort le 4 novembre 1973 à Clermont-Ferrand, est un architecte clermontois qui a  marqué la ville de son empreinte. Il est notamment l'auteur de la gare routière de Clermont-Ferrand, construite entre 1957 et 1961. Il devient architecte à 25 ans, après des études à Paris. Non diplômé, il se forme « sur le tas ».

## Biographie
Valentin Vigneron laisse à Clermont-Ferrand un vaste témoignage de l'architecture de l'Entre-deux-guerres : le Prisunic (son premier grand projet à Clermont-Ferrand, en collaboration avec son mentor Pierre Verdier), l'Hôtel Savoy, le carrefour Bonnabaud-Rameau, la villa Lise, de nombreux immeubles rue Colbert et surtout la gare routière ainsi que les immeubles contigus. De la gare routière jusqu'à l'angle du boulevard François Mitterrand et de la place des Salins (la Maison de la culture, la Mutualité sociale agricole et le Crédit agricole), on repère facilement les éléments architecturaux caractéristiques : la façade de pavé en verre avec des « V » de béton, la présence d'une coupole, etc. Certains bâtiments, comme le théâtre La Coupole à Clermont-Ferrand, ne sont visibles que depuis l'intérieur.
Il laisse une empreinte architecturale assez audacieuse, dans une ville marquée par la pierre de Volvic : il va offrir des bâtiments clairs, construits principalement en béton armé. Son style est inspiré de son ami personnel l'architecte Auguste Perret.
À Clermont-Ferrand, le style Vigneron est facilement repérable : traitement des entrées, larges corniches, couleurs, etc.
Valentin Vigneron fascine aussi du point de vue du nombre de ses réalisations : environ 800 sur le département du Puy-de-Dôme. Il dispose d'une agence comprenant 15 personnes qui plancheront sur environ 2 000 dossiers.
Il aura une certaine rivalité dans les années 1950 - 1960 avec l'architecte Julien Arnaud qui sera un grand bâtisseur de logements dans la ville de Clermont-Ferrand.
Ses trois fils sont ou ont été architectes. Notamment Pierre Vigneron (1932-2022) qui a géré l'agence familiale avec son gendre et le petit-fils Vigneron.

## Réalisations et projets
- Immeuble Dalmas (Clermont-Ferrand, 1932-1934)
- Villa Lise (Clermont-Ferrand, 1934)
- Le Savoy (Clermont-Ferrand, 1936)[5]
- Ancienne gare routière devenue Comédie (Clermont-Ferrand, 1961 à 1964)
- Théâtre La Coupole (Clermont-Ferrand, 1962)
- Bâtiments du journal La Montagne (Clermont-Ferrand, 1964)
- Direction régionale des douanes (Clermont-Ferrand, 1965)
- Direction de l’équipement (Clermont-Ferrand, 1966).
- Mutualité agricole, Crédit agricole et Maison des congrès sur l'îlot des Salins (Clermont-Ferrand, 1973)

## Publications
- Travaux d'architecture, Strasbourg, Société française d'éditions d'art, 1936